# Jonathan Lloyd
Jonathan Richard Lloyd est professeur de géomicrobiologie et directeur du Williamson Research Center for Molecular Environmental Science, et est basé au Département des sciences de la Terre et de l'environnement de l'Université de Manchester. Ses recherches se situent à l'interface entre la microbiologie, la géologie et la chimie et portent sur les mécanismes de la réduction microbienne des métaux, en mettant l'accent sur l'impact environnemental et les applications biotechnologiques des bactéries réductrices de métaux. Certains des contaminants qu'il étudie comprennent As, Tc, Sr, U, Np et Pu. Lloyd est également chercheur invité principal au Laboratoire nucléaire national, pour le développement d'un programme de géomicrobiologie nucléaire.

## Biographie
Lloyd est né à Hemel Hempstead au Royaume-Uni en 1966. Il est titulaire d'un BSc (Hons) en biologie appliquée de l'Université de Bath, après quoi Lloyd obtient son doctorat en microbiologie à l'Université du Kent. Il termine sa thèse intitulée : L'état physiologique des cellules microbiennes immobilisées dans des bioréacteurs à membrane à fibres creuses en 1993.
Lloyd publie plus de 250 articles qui se concentrent sur la compréhension de la façon dont les microbes interagissent avec la chimie du sous-sol et la contrôlent, et comment les processus microbiens naturels et les métabolismes microbiens peuvent être exploités pour un large éventail d'applications biotechnologiques ,. Il publie dans nature, ES&T, Chemical Geology, Mineralogical Magazine et Science of the Total Environment,,,,,. Ses recherches portent sur le rôle de l'U(V) lors de la bioréduction de l'U(VI) par les bactéries réductrices de Fe(III) Geobacter sulfurreducens et Shewanella oneidensis MR1,,. Lloyd mène également des enquêtes sur les activités microbiennes dans des conditions hautement alcalines telles que celles que l'on trouverait dans une installation de stockage géologique, ou celles trouvées dans les bassins de refroidissement hérités du nucléaire,,.
Lloyd reçoit la médaille Bigsby de la Geological Society of London en 2006, la médaille Schlumberger en 2018 de la Mineralogical Society of Great Britain and Ireland et, en 2014, il est cité comme l'un des 100 meilleurs scientifiques britanniques en exercice par le UK Science Council. De 2010 à 2014, il est membre de la Royal Society Industrial et, de 2015 à 2020, titulaire de la Bourse Wolfson.